# Bertha Moss
Bertha Moss de nom real Juana Bertha Moscovich Holm (Buenos Aires, 15 d'octubre de 1919 - ibíd. 4 de febrer de 2008) va ser una actriu argentina.
La seva trajectòria va abastar més de 40 pel·lícules entre l'Argentina i Mèxic, i un nombre similar de telenovel·les i obres de teatre.

## Biografia
Nascuda a Buenos Aires, es va iniciar com a actriu a la curta edat de 14 anys, a la radionovel·la Agua dormida de la Radio Belgrano. En teatre debutà el 1938 en l'obra Lo imposible i en cinema el 1942, en la pel·lícula Incertidumbre. Després va treballar amb llegendaris actors del cinema mexicà, com Dolores del Río i Emilio "El Indio" Fernández. Tots dos, sorpresos per la gran capacitat histriònica de Bertha la van convidar a fer carrera a Mèxic. El seu primer treball com a actriu en aquest país va ser en la telenovel·la El precio del cielo en 1959.
La seva primera pel·lícula en Mèxic va ser la cinta de Luis Buñuel El ángel exterminador. Aquesta és considerada una de lse pel·lícules més significatives en la carrera de l'actriu.
De gran caràcter i elegant presència va destacar com a vilana en la majoria dels seus treballs en televisió, els quals sumen més de 30, entre molts altres es troben: La recogida, Paloma, Mañana será otro día, Juana Iris, Los parientes pobres i Preciosa, que seria la seva última telenovel·la. A l'any següent va fer la seva última pel·lícula a Mèxic, La paloma de Marsella. A partir d'allí va deixar l'actuació, i a causa del seu deteriorat estat de salut va decidir deixar Mèxic en 2004 i tornar a l'Argentina. Bertha Moss va morir quatre anys després en Buenos Aires, a conseqüència d'una aturada cardíaca, deixant enrere un impecable llegat com a actriu, directora i docent.

## Filmografia a Mèxic

### Telenovel·les
- Preciosa (1998) .... Eduarda Santander
- María Isabel (1997-1998) .... Eugenia
- Alondra (1995) .... Sofía Lascuráin
- Los parientes pobres (1993) .... Tía Brígida
- Amor de nadie (1990-1991) .... Victoria
- Pobre juventud (1986-1987) .... Eugenia de la Peña
- Muchachita (1985-1986) .... Amanda Montesinos
- Juana Iris (1985) .... Raquel
- El amor ajeno (1983-1984) .... Sara Ruiz
- Extraños caminos del amor (1981-1982) .... Gertrudis
- La divina Sarah (1980) .... Simona Bernhardt
- Secreto de confesión (1980) .... Beatriz
- Bella y Bestia (1979) .... Cristina
- Cumbres borrascosas (1979) .... Laureana
- Muñeca rota (1978)
- Corazón salvaje (1977-1978) .... Sofía D'Autremont
- Mañana será otro día (1976-1977) .... Hortensia Ramírez
- Paloma (1975) .... Doña Catalina vda. de Márquez
- La recogida (1971) .... Matilde
- Encrucijada (1970) .... Sra. Carton
- Los inconformes (1968)
- Frontera (1967)
- Secreto de confesión (1965)
- Historia de un cobarde (1964)
- Eugenia (1963)
- Agonía de amor (1963)
- Codicia (1962)
- Niebla (1961)
- Mi esposa se divorcia (1959)
- El precio del cielo (1959)

### Sèries
- Mujer, casos de la vida real (2002) .... Leonor[2]
- La chicharra (1979) .... Luisa Fernanda de los Montero "Duquesa del Rigdón"[cal citació]

### Cinema (selecció)
- La paloma de Marsella (1999)
- El hombre de la mandolina (1985)
- La recogida (1974) ... Señorita Matilde
- Hay ángeles sin alas (1972)
- Como perros y gatos (1969)
- Tres mil kilómetros de amor (1967) ... Hilda
- Persíguelas y.... alcánzalas (1966)
- Domingo salvaje (1967) ... Sirvienta de Javier

## Filmografia a Argentina
- La Venus maldita (1966)
- La bestia humana (1957) ... Telefonista Irene
- El hombre virgen (1956)
- Mercado de abasto (1955) ... Esposa de Jacinto
- La Tierra del Fuego se apaga (1955)
- Mujeres casadas (1954)
- La mejor del colegio (1953)
- Deshonra (1952) ... Celadora
- Mujeres en sombra (1951)
- La vida color de rosa (1951)
- Yo no elegí mi vida (1949) ... Sra. Melisante
- Historia de una mala mujer (1948)
- La serpiente de cascabel (1948) ... Celadora Graciela
- Un ángel sin pantalones (1947)
- El hombre que amé (1947)
- Romance musical (1946)... Cristina
- Cristina (1946)
- Albergue de mujeres (1946)
- Los dos rivales (1944)
- El fin de la noche (1944) ... Renée
- Capitán Veneno (1943)
- Ceniza al viento (1942)
- Amor último modelo (1942)
- Incertidumbre (1942)

## Teatre
- Magnolias de acero
- Trampa de muerte
- Gigi
- La chica sin retorno
- Lo imposible